# Leopold Szyller
Leopold Bogumił Szyller, także Leopold Szyller Racki lub Leopold Bogumił Szyller-Racki, swoje prace podpisywał też inicjałami L. Sz. R. (ur. 9 marca 1831 w Mariampolu, zm. 22 lutego 1917 w Warszawie) – polski pedagog, literat, tłumacz, księgarz, właściciel księgarni i zakładu litograficznego w Warszawie.

## Zarys biograficzny
Urodził się 9 marca 1831 w Mariampolu na Litwie.
Na początku zajmował się pracą pedagogiczną, przed Powstaniem styczniowym uczestniczył w ruchu narodowym. Czynnie uczestniczył w powstaniu, w 1863 został emisariuszem Rządu Narodowego. W 1864 aresztowany i zesłany na Sybir. Po powrocie z zesłania przez kilka lat znajdował się pod nadzorem policji.

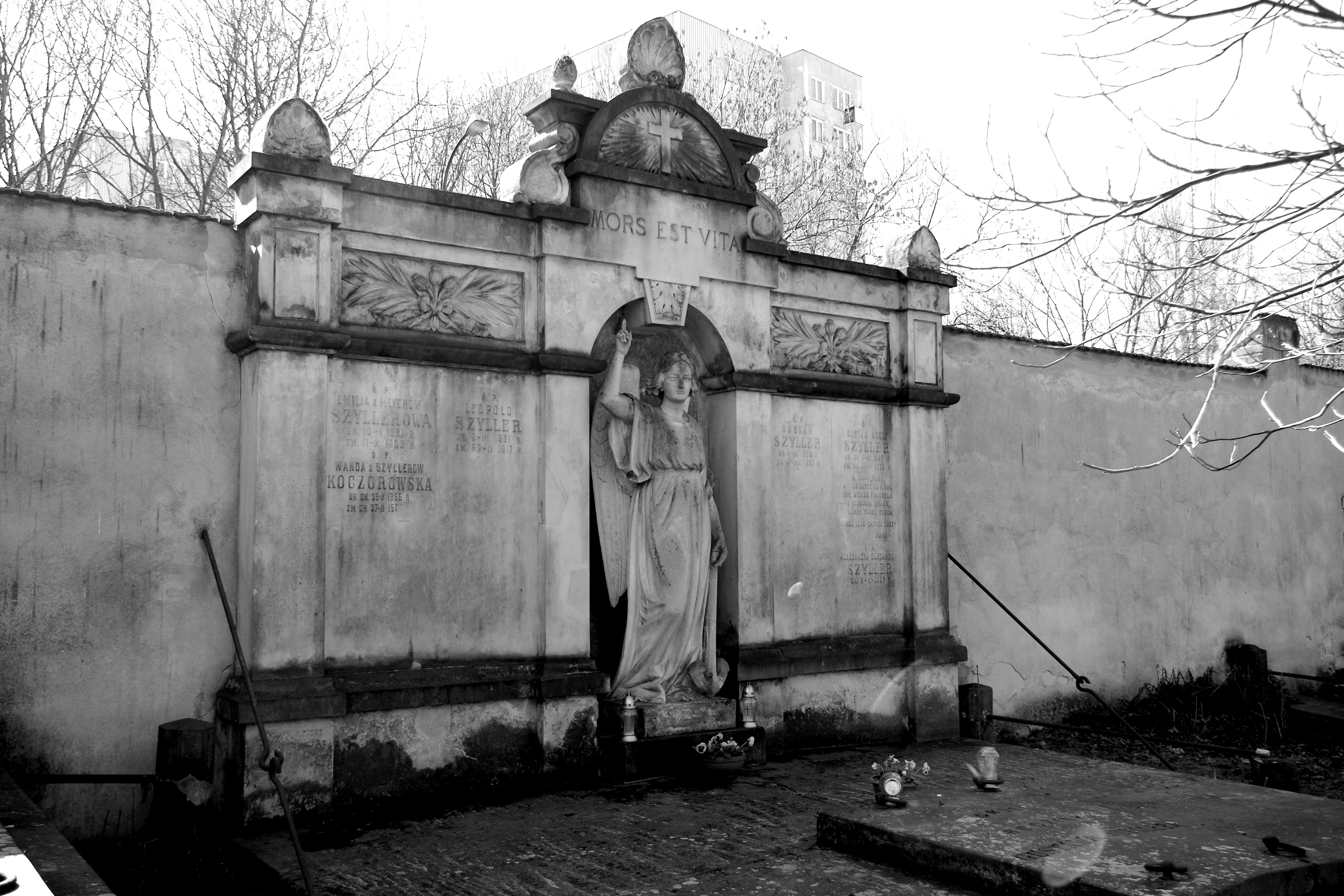
Grób Leopolda Szyllera na Cmentarzu ewangelicko-reformowanym w Warszawie

Z zamiłowania literat, autor wielu książek, także tłumacz (m.in. autor przekładu (z 1898) powieści Zielony promień, Juliusza Verne’a).
W latach 1901–1914, razem z synem Emilem Karolem (który był oficjalnym wydawcą), wydawał czasopismo Strażak, poświęcone strażakom i sprawom pożarniczym, jedyne takie czasopismo, które ukazywało się w tamtym okresie na terenie Królestwa Polskiego. W Strażaku oprócz artykułów na tematy typowo strażackie publikował także śmiałe artykuły polityczne, za co był wielokrotnie karany (razem z synem-wydawcą) przez zaborcze sądy wysokimi karami pieniężnymi.
Cieszył się dużym uznaniem i poważaniem, nie tylko w środowisku strażackim. Uczestniczył w wielu zjazdach strażackich w kraju i zagranicą.
Przed wybuchem I wojny światowej został ponownie aresztowany przez władze carskie, następnie zwolniony za kaucją, został zmuszony do zawieszenia wydawania czasopisma.
Zmarł 22 lutego 1917 w Warszawie. Pochowany został na Cmentarzu ewangelicko-reformowanym (kwatera T-4-15).